# Manfred Dumann
Manfred Dumann (* 28. Juli 1936 in Ingolstadt) ist ein deutscher Luftfahrt-Manager und ehemaliger bayerischer Landtagsabgeordneter (CSU).

## Leben
Dumann erlernte den Beruf eines Maschinenbauers und wurde Werkmeister. Früh trat er in Junge Union und CSU ein. 1969 wurde er Bundesgeschäftsführer der Jungen Union und brachte „eine moderne organisatorische Konzeption“, „Schwung und kräftige Farben“ in die JU-Zentrale. So wird Dumann die Urheberschaft für den JU-Slogan black is beautyful (in Anspielung auf die Black-Power-Bewegung) zugesprochen. Aus jener Zeit stammt seine intensive politische Freundschaft mit Max Streibl, der ihn als Verwaltungsangestellten ins neugeschaffene  Bayerische Umweltministerium holte. 1974 wurde er in den Bayerischen Landtag gewählt, bei den nächsten drei Landtagswahlen errang er jeweils ein Mandat, doch es wurde still um ihn. Der Spiegel beschrieb ihn als „blass“ und „Hinterbänkler“, doch Dumann war alles andere als inaktiv. Er handelte nur diskreter als viele seiner Parteifreunde: Als 1988 der Posten des stellvertretenden MBB-Chefs Sepp Hort frei wurde, konnte sich dank der Hilfe des MBB-Aufsichtsratsvorsitzenden Streibl Dumann unerwartet gegen Strauß-Freunde wie Karl Dersch und Holger Pfahls als Nachfolger durchsetzen. Zwar fiel aufgrund der Eingliederung von MBB in den EADS-Konzern der Vorstandsposten weg, doch dafür wurde er als Geschäftsführer von Eurocopter zuständig für die Pflege der Beziehungen des Konzerns zur Politik.
2001 übernahm er von seiner Frau Frieda die Geschäftsführung der 1981 gegründeten BEGA Beratungstreuhand-Gesellschaft für Anlage- und Unternehmensberatung mbH, zugleich wurde er deren Alleingesellschafter.
Dumann ist Ingolstädter Bezirksvorsitzender des bayerischen Wirtschaftsbeirates,
Vorstandsmitglied im Slowenisch-Bayerischen Wirtschaftsclub und der Deutsch-Algerischen Gesellschaft sowie Vizepräsident des Ost-West-Wirtschaftsclubs Bayern. Dumann ist ferner beim Peutinger-Kollegium aktiv und Ehrenvorsitzender der Eichstätter Europa-Union. Von 1989 bis 2016 war er Vorsitzender des Freundeskreises des Bayerischen Armeemuseums.
Dumann ist als Familiare Komtureiökonom der Komturei „An Isar, Lech und Donau“ des Deutschen Ordens.